# Tizenhárom éves háború
A tizenhárom éves háború Lengyelország és a Német Lovagrend közt dúló hosszú háború (1454–66). A lengyel király ebben a háborúban törte meg véglegesen a teuton lovagrendet, és vonta lengyel függésbe Poroszországot.

## Előzmény
1411-ben véget ért a németek keleti irányú terjeszkedése. Ettől kezdve éppen úgy ki lett szolgáltatva szomszédainak, akik korábban az ő veszélyének voltak kitéve. A litvánokat az orosz cárral való háborúk kötötték le, míg Lengyelország a meggyöngült Német Lovagrendet akarta meghódítani.
A lovagrend haderejét már a század elején többségében német zsoldosok képezték (knechtek). A zsoldra szükséges pénzt adókból teremtették elő. Több nagymester reformokkal próbálta meg talpra állítani a pusztulás szélére jutott Rendi Államot, de ezek egy részét sikerült csak végrehajtani a nagykáptalan vétójoga miatt, s azokat is annyira elhibázták, hogy csak az amúgy katasztrofális helyzetet súlyosbították.
Az 1410-es vesztes grünwaldi csata után a gazdaság stagnált, csökkent az évi jövedelem és növekedtek az adóterhek, ami legfőképp a parasztságot sújtotta, de a polgárságot is a rend ellen hangolta. 1411 után az elégedetlenkedők, a livóniai papság és néhány város mint Danzig megkötötték a Gyíkok ligáját, majd a poroszországi városok a Porosz Szövetséget (1440), s katonai támogatást kértek Lengyelországtól, akinek kapóra jött ez, hódítási terveinek megvalósítására.

## A háború kezdete
1454-ben a szövetség és a balti porosz kisebbség föllázadt a rend ellen. Segítségül hívták IV. Kázmér András lengyel királyt, aki válaszul megszállta az országot. Bár az első ütközetben Konitznál Kázmér vereséget szenvedett, de a lovagrend csakhamar súlyos pénzügyi válságba került. Várakat, kastélyokat, birtokokat, sőt egész tartományokat zálogosított el Poroszországban és Német-római Birodalomban egyaránt, hogy kölcsönöket vehessen fel.
1457-ben a zsoldosvezérek az elzálogosított Marienburgot is birtokba vették, ezért a rend székhelyét Königsbergbe volt kénytelen áttenni.
A városok sorra hódoltak meg Kázmér előtt. Nemsokára a lovagok hűbéresei is a lengyelek mellé álltak és a vereségüket a Visztula menti erőd, a pucki vár előtt aratott lengyel győzelem (1462), majd egy tengeren elszenvedett vereség tette teljessé, köszönhető ez a danzigi és elblagi flotta átállásának.
A háború alatt a zsoldosok titokban eladták a zálogok java részét a lengyel királynak, így nem csoda, hogy az ő kezében volt az ország jórésze.
A háborút az 1466-os thorni béke (második toruni béke) zárta le. A Német Lovagrend hatalmas birtokkal rendelkező zsoldosvezéreiből alakult ki a poroszországi világi főnemesség, ami addig jóformán nem is létezett, ebben az országban.
A lengyel király seregében harcolt számos zsoldos (köztük magyarok) és a legendás huszita Jan Giskra.

## A háborúban használt taktikák
A régi középkori harcászati technika, amely a lovasságra épült, teljesen elavult már és hasznavehetetlennek minősült. A lovasság nagyon összehangolatlan és fegyelmezetlen volt. Már korábban is bizonyságot tett erről a történelem, de igazán a százéves francia-angol háborúban mutatkozott meg.
A huszita háborúkban használt szokatlan és modern harcitechnika (huszita harcmodor), mely nem köthető a huszitákhoz, mivel már a 14. században kifejlesztették. A tűzfegyvereket (ágyúk, muskéták) először a százéves háborúban használták, de nem okoztak komolyabb veszteséget. Az ágyúból kőgolyót lehetett eleinte kilőni, később már vasból is készült, de töltése és lehűtése nagyon időigényesnek számított, ráadásul ekképp legfeljebb kétszer ha lehetett vele lőni, hasonló volt a helyzet a muskétával. Emellett nagyon nehezek voltak, annyi volt a jelentőségük, hogy zavart keltettek, avagy rést nyitottak, kiváltképp a lovasság soraiban, mert a lövéstől és a becsapódástól a lovak megriadtak.